# Referendum we Francuskim Terytorium Afarów i Isów w 1977 roku
Referendum we Francuskim Terytorium Afarów i Isów odbyło się 8 maja 1977. Było to referendum niepodległościowe. Niemal wszyscy obywatele Francuskiego Terytorium Afarów i Isów opowiedzieli się za niepodległością. Frekwencja wyborcza wyniosła 77,2%. Równocześnie z referendum odbyły się wybory parlamentarne.

## Wyniki
| Głosowanie               | Głosy  | %      |
| ------------------------ | ------ | ------ |
| Za niepodległością       | 80 864 | 99,75% |
| Przeciw                  | 199    | 0,25%  |
| Głos nieważny            | 784    |        |
| Razem (frekwencja 77,2%) | 81 847 | 100%   |

W wyniku referendum przestało istnieć terytorium zamorskie Francji – Francuskie Terytorium Afarów i Isów, a 27 czerwca 1977 została proklamowana republika Dżibuti. Na jej czele stanął Hassan Gouled Aptidon.